# The Oracle
The Oracle je páté studiové album americké metalové kapely Godsmack. Deska se dostala do prodeje 4. května 2010. Počáteční jméno nahrávky znělo Saints & Sinners, ovšem bylo změměno kvůli zjevné neoriginalitě.
The Oracle debutovalo na 1. místě Billboard 200 se 117 000 prodanými kusy v prvním týdnu. Je to již třetí album od Godsmack, které mělo takový úspěch. V Kanadě CD prodalo 7 000 kopií v otevíracím týdnu a umístilo se na 2. místě tamější hitparády.
Po hudební stránce je deska velmi silná a úderná. Frontman Sully Erna na adresu The Oracle prohlásil: „Je to naše nejagresivnější album". Nahrávka neobsahuje žádné pomalé, akustické písně typu „Serenity“ (singl z CD Faceless). Někteří kritici považují toto album za nejtvrdší počin Godsmack od jejich první desky.
Singl „Whiskey Hangover“ byl realizován ještě v roce 2009 a nepředpokládalo se, že by se stal součástí The Oracle, ovšem nakonec figuroval v limitované edici. Úvodní singl z alba nese název „Cryin' Like a Bitch“. Píseň má ohromný úspěch a i své oficiální video. Další song určený do rádií je „Love-Hate-Sex-Pain“.

## Seznam skladeb
1. „Cryin' Like a Bitch“ – 3:23
2. „Saints and Sinners“ – 4:09
3. „War and Peace“ – 3:09
4. „Love-Hate-Sex-Pain“ – 5:15
5. „What If?“ – 6:35
6. „Devil's Swing“ – 3:30
7. „Good Day to Die“ – 3:55
8. „Forever Shamed“ – 3:23
9. „Shadow of a Soul“ – 4:44
10. „The Oracle“ (instrumentální skladba) –  6:22

### Limitovaná edice
1. „Whiskey Hangover“ – 3:47
2. „I Blame You“ – 3:08
3. „The Departed“ – 5:52 (iTunes bonus)

## Hitparády
Album – Billboard (Severní Amerika)
| Hitparáda (2010)                | Umístění | Ref.  |
| ------------------------------- | -------- | ----- |
| US Billboard 200                | 1        | [ 2 ] |
| US Billboard Rock Albums        | 1        | [ 2 ] |
| US Billboard Digital Albums     | 1        | [ 2 ] |
| US Billboard Alternative Albums | 1        | [ 2 ] |
| US Billboard Hard Rock Albums   | 1        | [ 2 ] |
| Canadian Albums Chart           | 2        | [ 2 ] |

Singly – Billboard (Severní Amerika)
| Rok  | Singl                 | Umístění     | Umístění        | Umístění        | Umístění          | Umístění   |
| Rok  | Singl                 | U.S. Hot 100 | Mainstream Rock | Top Heatseekers | Alternative Songs | Rock Songs |
| ---- | --------------------- | ------------ | --------------- | --------------- | ----------------- | ---------- |
| 2009 | „Whiskey Hangover“    | 102          | 1               | 16              | 20                | 7          |
| 2010 | „Cryin' Like A Bitch“ | 74           | 1               | 1               | 25                | 7          |

## Obsazení
Godsmack
- Sully Erna – zpěv, rytmická kytara, bicí, harmonika, produkce
- Tony Rombola – vedoucí kytara, vokály v pozadí
- Robbie Merrill – basa
- Shannon Larkin – bicí

Produkce
- Dave Fortman – producent
- Bob Ludwig – mastering